# TrueType
TrueType — формат шрифтів, який може застосовуватися як на комп'ютерах з Windows, так і на Macintosh. Цей формат було створено наприкінці 1980-х, метою розробки була необхідність створення шрифту, що міг би працювати як в MacOS, так і на Windows, а також на більшості принтерів.

## Опис
Спочатку Truetype-шрифти були розроблені для принтерів, які стоять в бюро або подібних відділах — і не призначені для роботи з PostScript. Проте на початкових стадіях обробки даних Truetype-шрифти можуть виводитися і PostScript-пристроями. При цьому слід мати на увазі, що одні і ті ж шрифти (наприклад, Times) при роботі з комп'ютерами Macintosh і Windows можуть мати різну ширину знаків, тому при обміні між Mac і Windows можуть виникати помилки верстки.
Формат містить дані про параметри шрифта екрану та принтера в одному компоненті, що спрощує його встановлення. Також на основі TTF можна створювати нові шрифти.